# Cantonul Munster
Cantonul Munster este un canton din arondismentul Colmar-Ribeauvillé, departamentul Haut-Rhin, regiunea Alsacia, Franța.

## Comune
- Breitenbach-Haut-Rhin
- Eschbach-au-Val
- Griesbach-au-Val
- Gunsbach
- Hohrod
- Luttenbach-près-Munster
- Metzeral
- Mittlach
- Muhlbach-sur-Munster
- Munster (reședință)
- Sondernach
- Soultzbach-les-Bains
- Soultzeren
- Stosswihr
- Wasserbourg
- Wihr-au-Val